# Landauer (rijtuig)

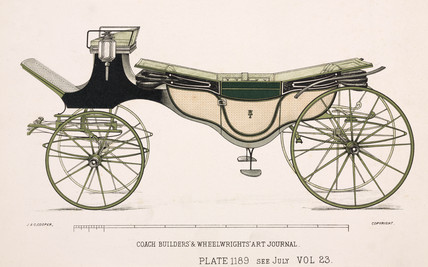
Landauer ca. 1900

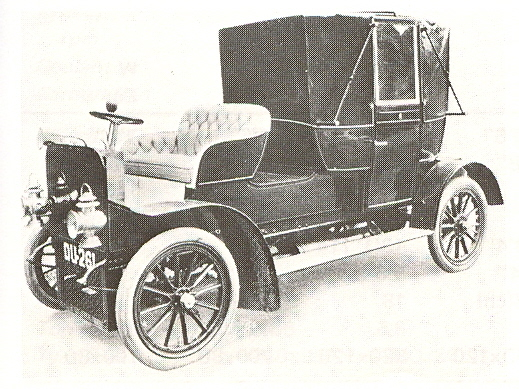
Standard 16/20 HP Landau (1905)

Een landauer is een type geveerde koets waarvan het dak in twee helften, één naar voren en één naar achteren, neergeklapt kan worden. De landauer wordt beschouwd als een nieuwere en betere uitvoering van de calèche.
Vier passagiers kunnen vervoerd worden en deze zitten op twee naar elkaar toe gekeerde banken, waardoor ze met het gezicht naar elkaar zijn toe gekeerd (vis-à-vis). De passagiers rijden bij droog weer in de open lucht en zijn zichtbaar voor de mensen op straat. Een landauer kan getrokken worden door een twee- of een vierspan, dat door één koetsier wordt gemend. Het rijtuigtype is naar men aanneemt genoemd naar de Duitse stad Landau in der Pfalz omdat zij daar gemaakt werden. Het type landauer dat nog steeds in Wenen gebruikt wordt, wordt 'fiaker' genoemd. Ze bestaan zowel in luxe 'gala' uitvoeringen als eenvoudigere uitvoeringen voor de burgerij.
De Landauer stamt af van de berline en werd populair vanaf de 19de eeuw, eerst in Engeland en pas later in continentaal Europa. Toen koetsen in het begin van de 20e eeuw gemotoriseerd werden bleef aanvankelijk het carrosserietype 'landau' gehandhaafd, en de naam ging later over naar het autotype landaulet.

## Afbeeldingen

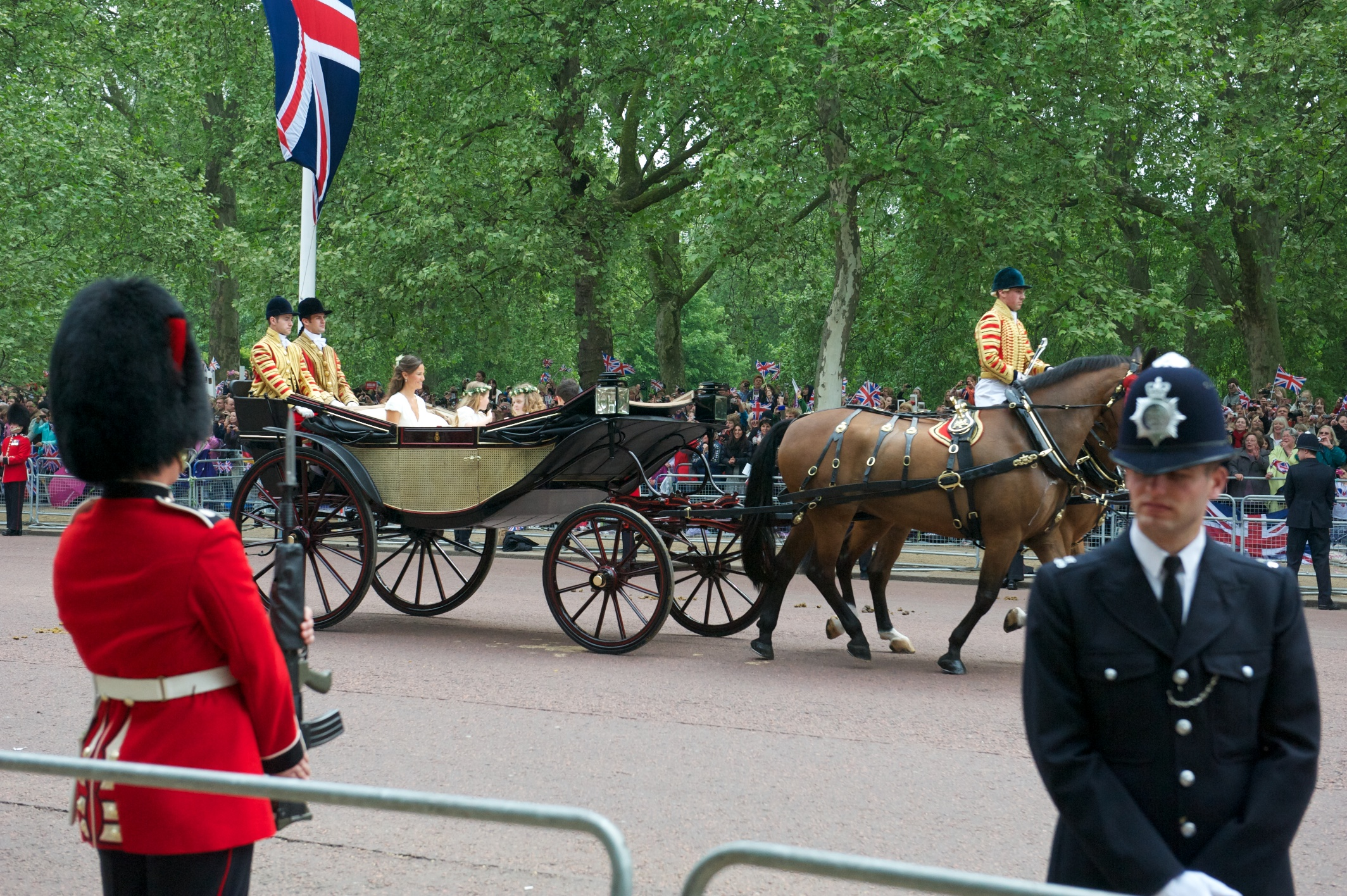
Koninklijke landauer (Engeland)
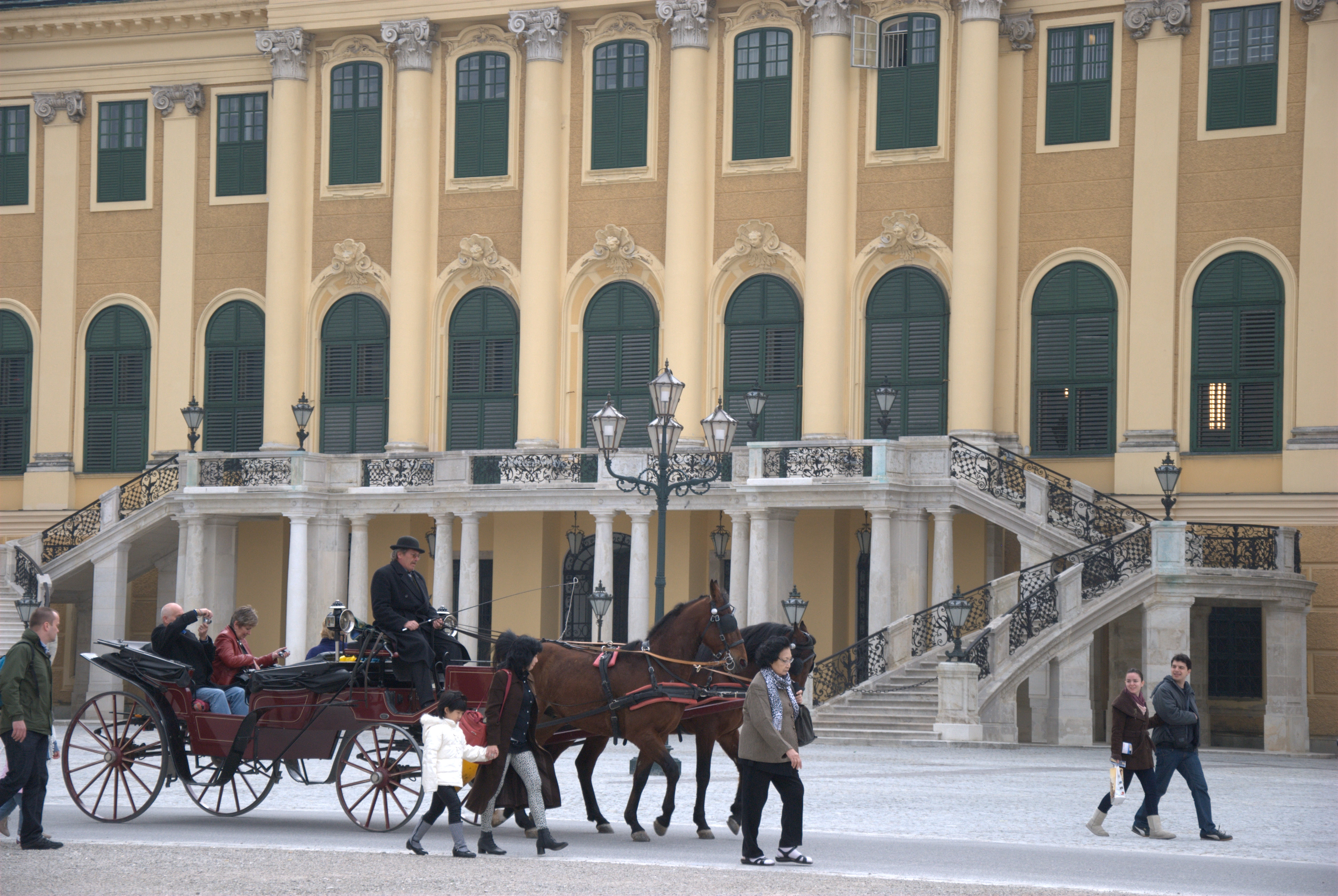
Weense fiaker
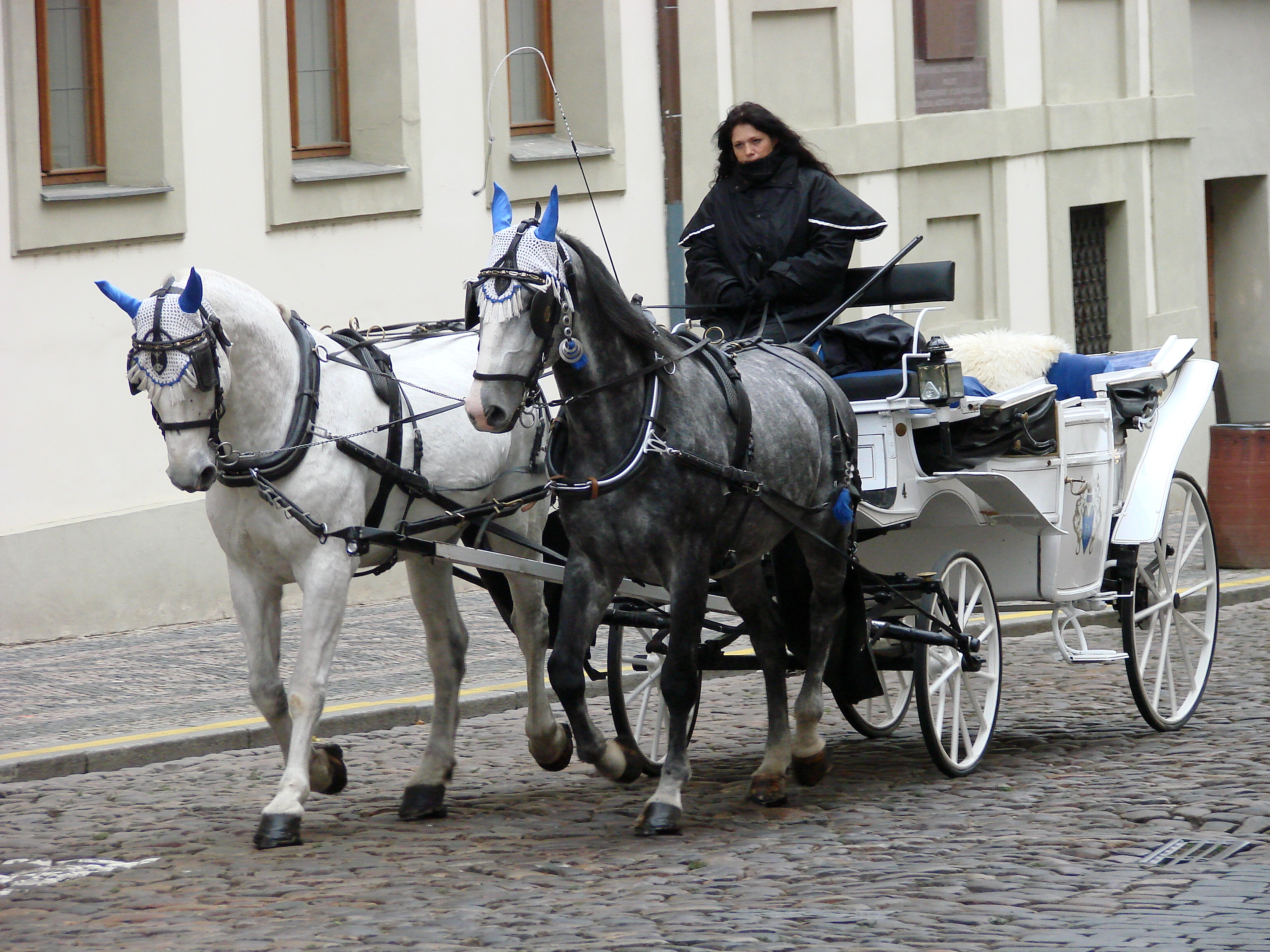
Fiaker in Praag
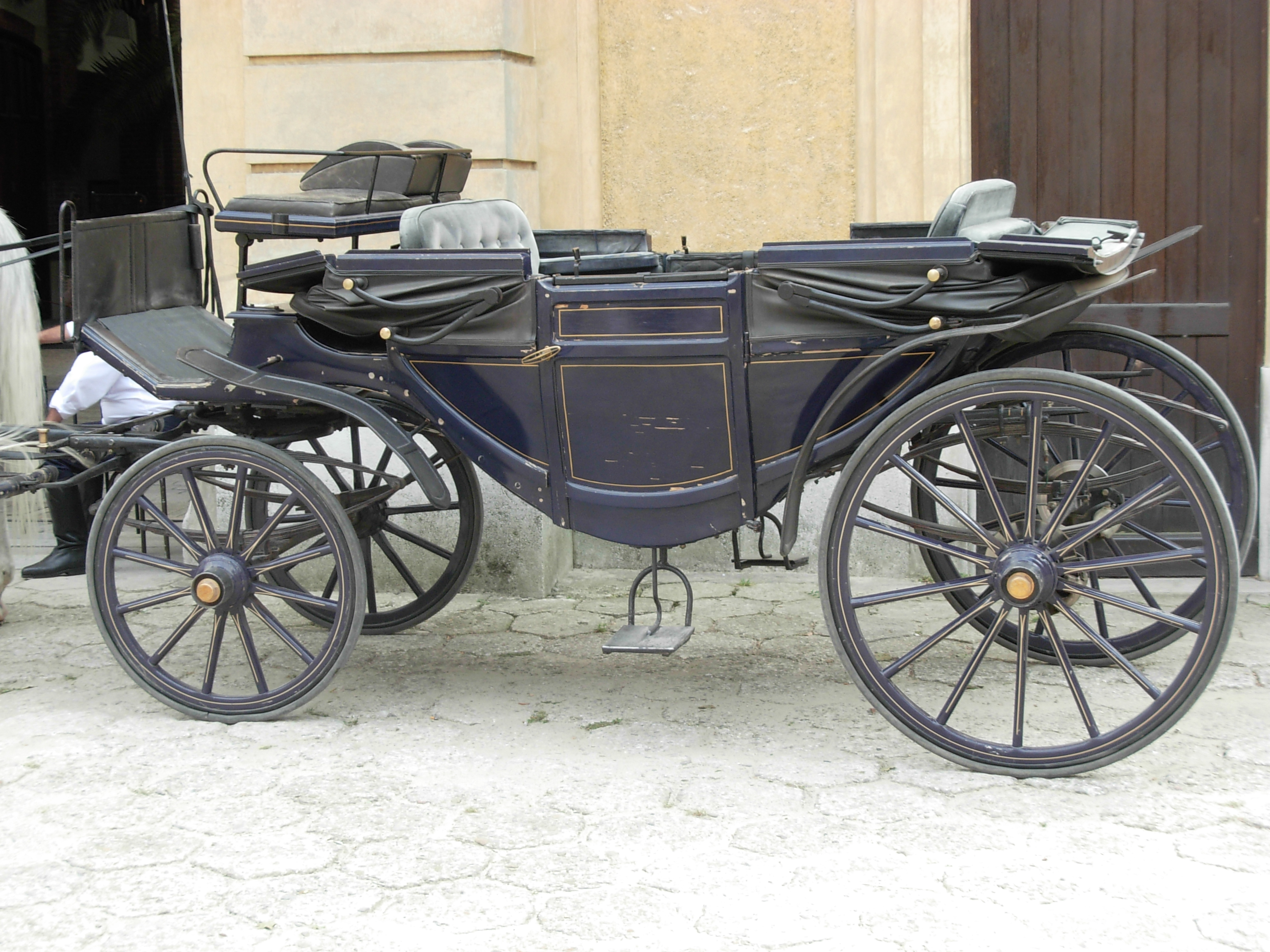
Collectie Kasteel Łańcut, Polen